# Diodo a giunzione
Il diodo a giunzione è un diodo a semiconduttore molto diffuso nell'ambito dell'elettronica a stato solido. È stato il primo dispositivo a semiconduttore reso disponibile commercialmente negli anni 1940.
Viene realizzato utilizzando prevalentemente cristalli di silicio drogati ad un'estremità (chiamata zona p) con atomi trivalenti (per es. boro) ed all'altra (chiamata zona n) con atomi pentavalenti (per es. fosforo). Tra la zona p e la zona n si crea una stretta zona di transizione in cui, a causa della variazione brusca nel tipo del drogaggio del semiconduttore (da cui il nome giunzione p-n), si crea una barriera di potenziale.
|  |

Nella figura precedente, è schematizzato il cristallo di Silicio, con la zona n (a destra) drogata con gli atomi di Fosforo e la zona p (a sinistra) drogata con gli atomi di Boro; nel contempo, è possibile fare un parallelo con il simbolo circuitale del diodo: la zona n corrisponde alla parte a destra, quella con la sbarra orizzontale, ed il terminale corrispondente viene chiamato usualmente catodo, mentre la zona p corrisponde alla parte a sinistra, quella con il triangolo, ed il corrispondente terminale viene chiamato usualmente anodo.

## Giunzione p-n

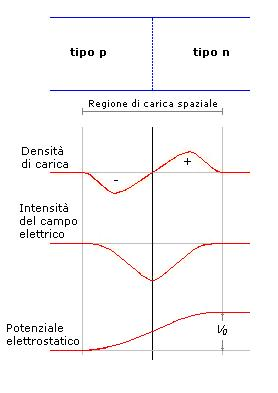
Diagramma della giunzione p-n

Come si vede dalla figura, il diodo a giunzione tipo p-n crea intorno alla regione di carica spaziale un gradiente di carica: le lacune dalla zona tipo p tenderanno a spostarsi verso la zona n e, viceversa, gli elettroni tenderanno a spostarsi verso la zona tipo p: questo fenomeno è chiamato diffusione. Nel punto di giunzione, avviene il fenomeno della ricombinazione: le lacune e gli elettroni si ricombinano e quindi si ha una piccola regione di svuotamento o di transizione o regione di carica spaziale. Lo spessore di questa regione è dell'ordine di {\displaystyle 0,5\mu m}. Immediatamente a destra e a sinistra di detta regione, vi è un accumulo di cariche, come indicato nel primo diagramma della figura.
Il secondo diagramma mostra il campo elettrico in modulo, che si crea nella regione di carica spaziale: esso è dovuto al doppio strato che si viene a formare per la presenza delle densità di cariche positive e negative accumulate in vicinanza del punto di giunzione. Questo campo elettrico ha direzione da n a p. Esso si oppone ad un ulteriore passaggio di cariche da una zona all'altra, cioè si oppone alla diffusione di carica e si ha equilibrio.
{\displaystyle E=\int _{x_{0}}^{x}{\frac {\rho }{\epsilon }}\,dx}
dove {\displaystyle \rho } è la densità di carica ed {\displaystyle \epsilon } la costante dielettrica assoluta del materiale.
Nel terzo diagramma della figura, si vede l'andamento del potenziale elettrostatico nella regione di carica spaziale: esso è l'integrale del campo elettrico:
{\displaystyle V=-\int E\,dx}
che crea una barriera di potenziale che si oppone alla diffusione di cariche entro la giunzione.

## Giunzione p-n polarizzata

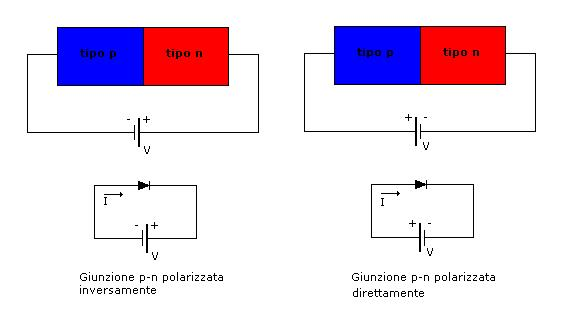
Le due polarizzazioni del diodo a giunzione

Applicando una tensione V con il morsetto negativo alla zona p e con il morsetto positivo alla zona n, il diodo è polarizzato inversamente. La presenza di questa tensione provoca un aumento della barriera di potenziale {\displaystyle V_{0}+V}: si ha dunque una riduzione del flusso di cariche maggioritarie, cioè gli elettroni dal lato n e le lacune dal lato p sono impediti ad attraversare la barriera. Non sono influenzati invece i portatori di carica minoritari, cioè le lacune dal lato n e gli elettroni dal lato p, che quindi contribuiscono a creare una corrente indicata in figura, chiamata corrente di saturazione inversa {\displaystyle I_{S}}. Tale corrente ha una dipendenza con la temperatura, raddoppiando all'incirca in modulo ogni 10 °C.
Nella seconda figura, invece, i morsetti vengono ribaltati. Il morsetto positivo del generatore di tensione viene collegato al lato p e quello negativo al lato n: si ha polarizzazione diretta. In questo caso, la tensione V viene sottratta ({\displaystyle V_{0}-V}), in modo che, abbassando la barriera di potenziale, non sussista più l'equilibrio, e gli elettroni della zona n (portatori maggioritari) tendano a spostarsi verso la zona p mentre viceversa le lacune dalla zona p si spostano verso la zona n: la loro somma crea una corrente diretta nel diodo.

### Giunzione p-n in Corto circuito
Se in entrambi i casi di polarizzazione si pone la tensione {\displaystyle V=0}, succede che la giunzione va in corto circuito: in questa situazione, non vi è passaggio di corrente ({\displaystyle I=0}), eccetto che per un breve periodo transiente durante il quale si raggiunge l'equilibrio, e la tensione rimane quella {\displaystyle V_{0}}.

### Giunzione p-n come circuito aperto
Consideriamo ora solo il caso di polarizzazione diretta: se la tensione di polarizzazione diretta V diventasse uguale a {\displaystyle V=0} cioè {\displaystyle V=V_{0}}, la barriera di potenziale si annullerebbe e la corrente potrebbe viaggiare attraverso il circuito liberamente aumentando indefinitamente fino alla rottura del diodo. In realtà questo non succede perché la corrente circolante viene limitata da un certo punto in poi dai contatti ohmici ai lati del diodo e dalla resistenza intrinseca del diodo. In tal caso la tensione di polarizzazione applicata non è più relazionata alla corrente presente nel diodo ma è il risultato di componenti, come i contatti ohmici ai lati del diodo e della resistenza di massa del diodo. In questo modo il diodo si comporta come se fosse a circuito aperto, diventando assimilabile a un componente lineare.

## Caratteristica tensione-corrente

Caratteristica tensione-corrente del diodo reale a giunzione

La caratteristica reale del diodo è indicata in figura e indica diverse zone di funzionamento. Per la parte esponenziale della caratteristica William Bradford Shockley trovò una relazione per modellizzare in termini matematici un'approssimazione ideale della caratteristica tensione-corrente di un diodo a giunzione p-n, denominata quindi in suo onore equazione del diodo ideale di Shockley.

{\displaystyle I_{D}=I_{S}\left({e^{qV_{D} \over kT}-1}\right)=I_{S}\left({e^{V_{D} \over V_{T}}-1}\right)}
dove:
- ID è l'intensità di corrente sul diodo;
- VD è la differenza di potenziale tra i due terminali del diodo;
- IS è la intensità di corrente di saturazione, che dipende dalle caratteristiche costruttive del diodo, direttamente proporzionale alla superficie della giunzione p-n, assumente quindi valori tipicamente variabili tra i 10-10, quando le dimensioni del diodo sono grandi, ed i 10-15, quando le dimensioni del diodo sono piccole. Ricordiamo che IS = Js*A, con Js pari alla densità di corrente e A all'area del dispositivo;
- q è la carica di un elettrone (carica elementare);
- k è la costante di Boltzmann;
- T è la temperatura assoluta sulla superficie di giunzione tra le zone p ed n;
- VT = kT/q è la tensione termica; per temperature ambiente (intorno ai 300 K) vale tra i 25 ed i 26 mV.

Come si vede la particolarità del diodo è quella di condurre pochissimo al di sotto di una tensione di lavoro Vγ che dipende dal materiale e dal diodo e per i diodi al Si è tipicamente di 0,6 - 0,7 V. In corrispondenza della tensione di lavoro, vi è ovviamente un'unica intensità di corrente di lavoro, il che implica che il diodo debba essere correttamente dimensionato quando utilizzato nei circuiti elettronici, per far sì che l'intensità di corrente ai capi del dispositivo non superi mai la massima intensità di corrente prevista per quello specifico diodo, parametro spesso denominato intensità di corrente nominale.
I diodi a giunzione p-n reali presentano diversi fenomeni aggiuntivi che portano ad avere una caratteristica tensione corrente diversa, anche se molto simile a quella di quelli ideali. In particolare, la parte esponenziale della caratteristica presenta un esponente dimezzato per tensioni negative, piccole tensioni positive e apprezzabili tensioni positive. Inoltre, una maggiore differenza è che quando polarizzati in inversa, presentano un valore VA, chiamato tensione di rottura o tensione di breakdown oltre il quale si innesca un fenomeno di moltiplicazione dei portatori di carica con conseguente brusco aumento (in valore assoluto) della corrente, tale da provocare, se non controllato, la distruzione del diodo. A parte l'effetto breakdown, la parte esponenziale della caratteristica reale è caratterizzabile da un'equazione empirica che modella le 3 zone di funzionamento esponenziale del dispositivo:
{\displaystyle I_{D}=I_{S}\left({e^{qV_{D} \over \eta kT}-1}\right)=I_{S}\left({e^{V_{D} \over \eta V_{T}}-1}\right)}
dove {\displaystyle \eta } è un coefficiente che dipende dalla zona di funzionamento e vale 1 nella zona di conduzione tipica, e 2 per grandi valori della corrente (effetto dell'alto livello di iniezione dei portatori) e per bassi valori (effetto della ricombinazione delle cariche nella zona di giunzione).

## Applicazioni circuitali del diodo

### Determinazione dei parametriIS{\displaystyle I_{S}}edη{\displaystyle \eta }
In genere, la corrente di saturazione inversa {\displaystyle I_{S}} non è nota a priori, perché essa varia da modello a modello e inoltre varia al variare della temperatura, e neanche {\displaystyle \eta } è noto a priori, a meno che non sia assunto a priori. In genere si può determinare la corrente di saturazione inversa e il coefficiente di emissione confrontando i valori della corrente {\displaystyle I_{D1},I_{D2}} in corrispondenza alle tensioni {\displaystyle v_{D1},v_{D2}} e graficare in un grafico semilogaritmico la retta che passa attraverso questi due valori. Ebbene, la retta è la formula inversa dell'equazione del diodo:
{\displaystyle (1)\,\,v_{D}=\eta V_{T}\ln {\frac {I_{D}}{I_{S}}}}
oppure in scala {\displaystyle \log _{10}}
{\displaystyle (2)\,\,v_{D}=2.3\eta V_{T}\log {\frac {I_{D}}{I_{S}}}}
e la differenza tra i valori dati diventa:
{\displaystyle v_{D2}-v_{D1}=2.3\eta V_{T}\log {\frac {I_{D2}}{I_{D1}}}}
dove a questo punto si può ricavare {\displaystyle \eta }. Infine si ricava {\displaystyle I_{S}} dalla (1) o dalla (2).

### Determinazione del punto di lavoro
Una volta definiti i parametri del diodo, è possibile inserire il diodo come elemento circuitale. Il problema diventa la caratteristica non lineare del diodo, che non permette di conoscere immediatamente la tensione {\displaystyle v_{D}} e la corrente {\displaystyle i_{D}} del diodo. Per tale scopo, si usa spesso utilizzare il metodo grafico. Basandosi sul circuito a diodo semplice nella prima figura, la caratteristica tensione-corrente in zona di conduzione è data dal grafico della seconda figura.
Applicando la legge di Kirchhoff delle tensioni all'unica maglia:
{\displaystyle v_{D}=v_{i}-I_{D}R_{L}}
dove {\displaystyle R_{L}} è la resistenza di carico. Questa equazione rappresenta la retta di carico (la caratteristica volt/amperometrica del generatore e della resistenza), individuabile per i punti {\displaystyle i=0,v_{D}=v_{i}} e {\displaystyle v=0,I_{D}=v_{i}/R_{L}}. L'intersezione tra la retta di carico e la caratteristica del diodo fornisce il punto di lavoro Q, che identifica la tensione {\displaystyle v_{D}} e la corrente {\displaystyle i_{D}} del diodo.

### Modello lineare a tratti
Spesso, per le applicazioni, si usa anche il modello lineare a tratti. Poiché il diodo ha due stati, cioè permette la conduzione in un solo senso, quando è polarizzato direttamente ({\displaystyle v>V_{\gamma }}), si assume per il diodo un circuito equivalente costituito da un generatore di tensione di valore {\displaystyle V_{\gamma }}, cioè del valore della tensione di soglia, e da una resistenza detta diretta {\displaystyle R_{f}} di pochi decimi di ohm, cioè molto bassa. Quando il diodo è in interdizione, cioè nello stato in cui presenta resistenza alla conduzione ({\displaystyle v<V_{\gamma }}), si assume il circuito equivalente formato da una resistenza inversa {\displaystyle R_{r}} molto grande, almeno centinaia di kohm o addirittura infinita.

## Applicazioni circuitali
Per le sue caratteristiche il diodo è utilizzato in molte applicazioni. Esso è utilizzato per modulare la forma d'onda di ingresso come limitatore di ampiezza, e come comparatore rispetto ad una tensione di riferimento. L'uso più comune è quello di raddrizzatore a una o a doppia semionda, cioè permette di raddrizzare la forma d'onda periodica come quella sinusoidale.

## Capacità parassite del diodo
Come ogni componente elettrico il diodo presenta delle capacità parassite.
Se il diodo è polarizzato direttamente (ON) possiamo osservare un'iniezione di lacune dalla zona P alla zona N e un'iniezione di elettroni dalla zona N alla zona P, questa iniezione varia al variare della tensione ed è per questo che abbiamo una prima capacità parassita detta capacità di diffusione (infatti la capacità è per definizione una variazione di carica in funzione di una variazione di potenziale e questo è proprio quello che accade in questo caso).
Il secondo fenomeno che possiamo osservare in un diodo polarizzato direttamente è il restringimento della barriera di potenziale all'aumentare della tensione applicata al diodo, anche questo fenomeno provoca una capacità parassita detta capacità di giunzione o di transizione che però è molto minore della capacità di diffusione ed è per questo che viene spesso trascurata.
Se il diodo è polarizzato inversamente (OFF) la corrente che vi scorre è infinitesima e costante per questo in questo caso non abbiamo una capacità di diffusione ma solo una capacità di giunzione dovuta all'allargamento della barriera di potenziale, anche il valore di questa capacità è molto piccolo e viene spesso trascurato.
Osserviamo quindi che le capacità parassite di un diodo ON sono molto maggiori di quelle di un diodo OFF ed è per questo che se osserviamo l'accensione di un diodo (come ad esempio quella di un LED) noteremo che questo fenomeno è istantaneo a differenza del suo spegnimento che può durare anche alcuni secondi.